# 永楽屋 (手ぬぐい)
株式会社永楽屋（えいらくや）は、京都市中京区に本社を置く手ぬぐいを中心とした日本の染織製品製造小売会社。
創業は江戸時代初期の元和元年（1615年）で、現当主の細辻伊兵衛で十四代続く京都の老舗綿布商である。永楽屋細辻伊兵衛商店を始め多くのブランドを展開している。
同じ京都市の企業である1946年創業の和菓子・佃煮製造小売業の永楽屋とは関連がない。

## 沿革
「永楽屋 細辻伊兵衛商店」（株式会社 永楽屋）という名の由来は戦国時代、織田信長から命をうけ先祖が出陣した際、直垂（ひたたれ）に永楽通寳の紋が入っていたことからといわれている。
その後、永楽屋と大黒屋という二つの店が合併し、江戸初期の元和元年（1615年）に創業。以来約400年、十四代にわたって綿布商を営む。 
創業当初は、日本に木綿がほとんど普及していなかった為、絹布の反物を扱っていた。その後、木綿が日本でも普及し始め木綿などの反物を扱う太物商にいち早く転換（太物とは、絹が呉服という呼び方に対しそれよりも太い糸（綿・麻など）で織られた織物）。日本でも木綿の栽培が盛んになるにつれ商いも大きくなる。
明治16年発行の「都の魁：工商技術」の木綿の部に掲載。

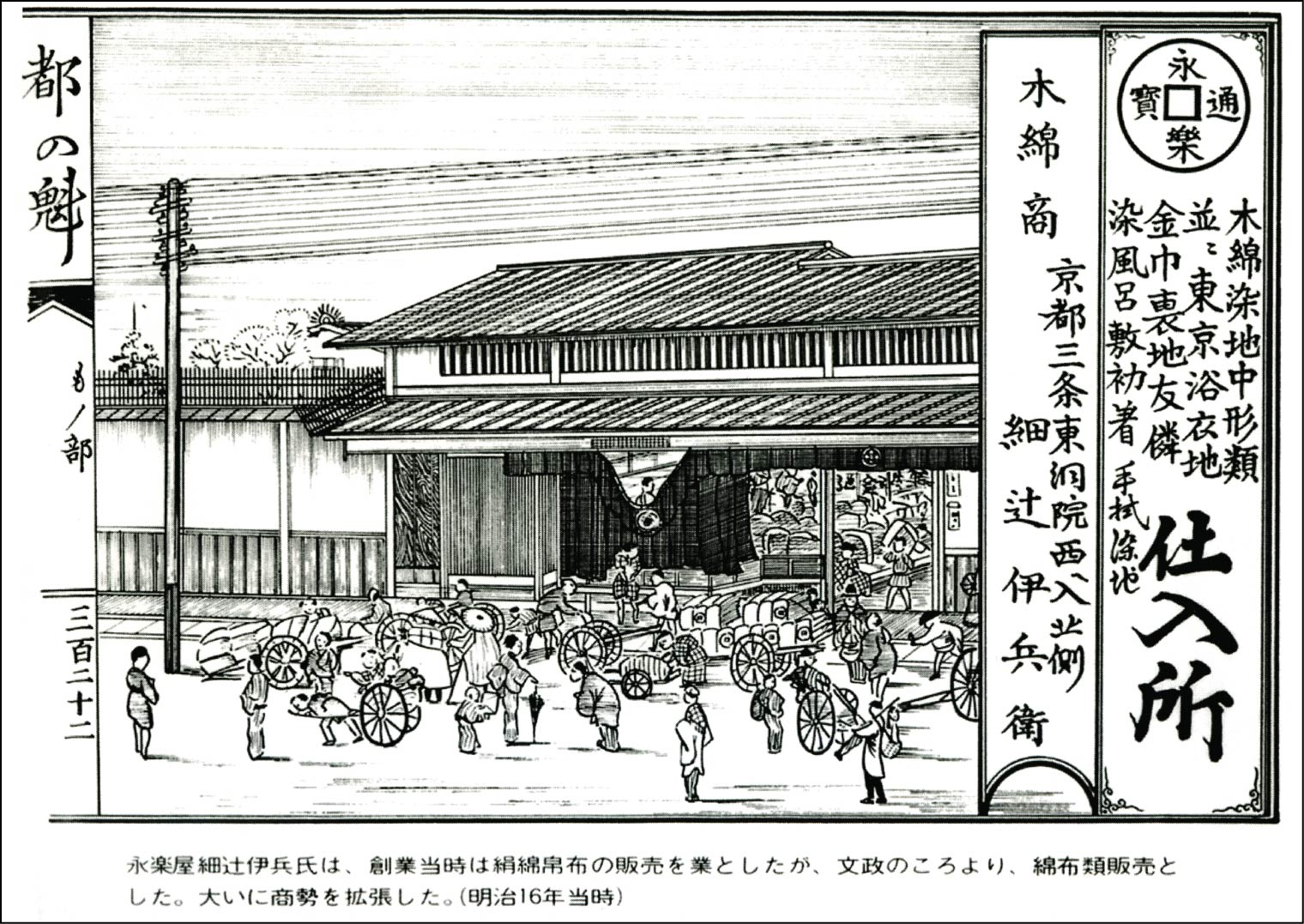
明治頃の永楽屋

明治時代には紡績機を導入するなど規模も拡大、昭和初期には京都市中京区（三条烏丸東入ル）で、土地400坪・建物350坪・間口十六間半（約30ｍ）・住み込み総勢百余人あった、とされる。しかし、第二次世界大戦時に土地が広すぎたため延焼を防ぐ意味から強制疎開の指定を受ける。

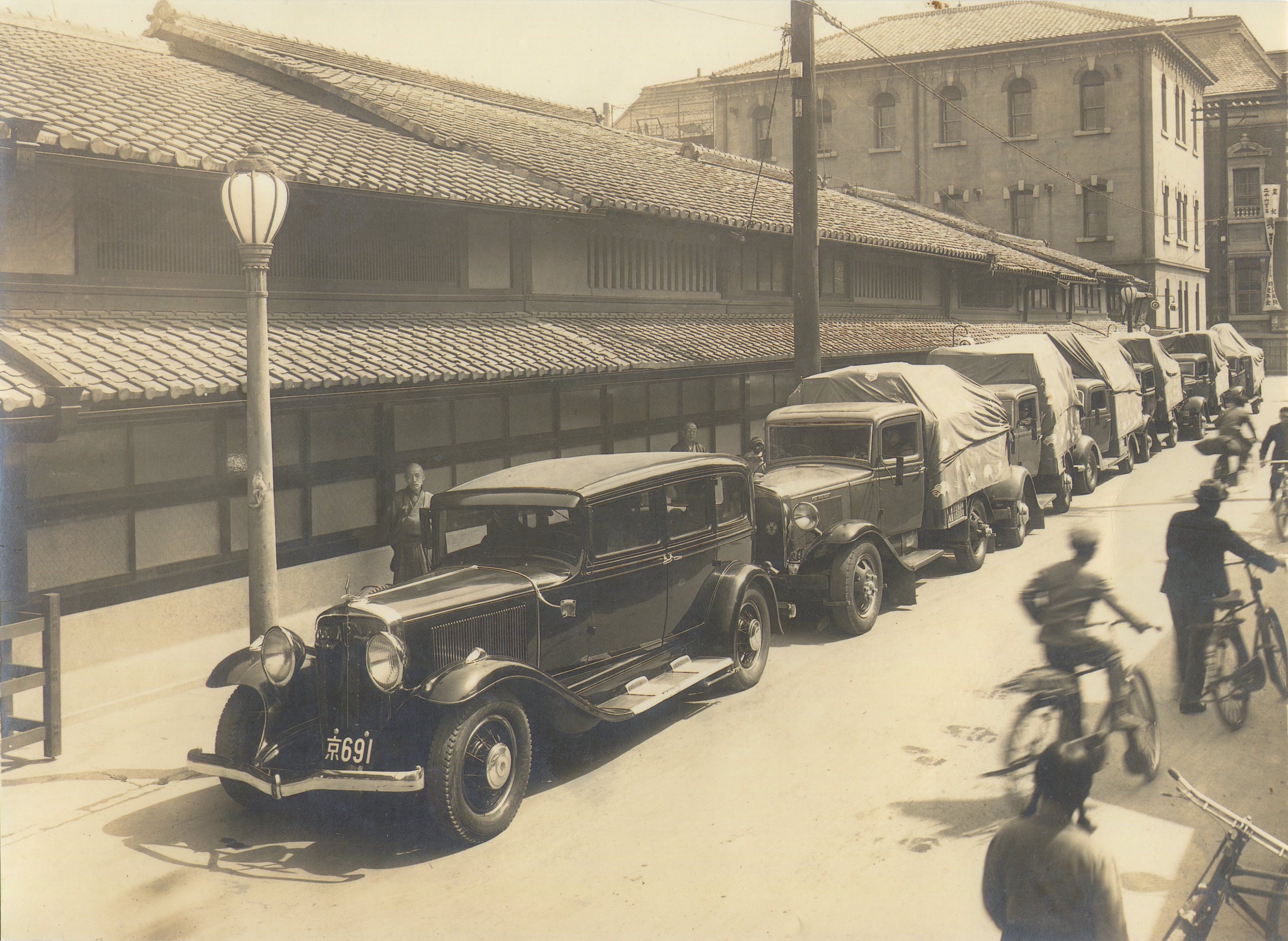
京都・三条通沿い梅忠町に佇む昭和初期の永楽屋

その後、1964年（昭和39年）に国立京都国際会館建設に伴う国際電話局開設のため烏丸通松原に移転。この時の永楽屋ビルには劇団そとばこまちの劇団アトリエ兼劇場があった。1990年（平成2年）に現住所（三条通室町上ル）に移転。

## 展開ブランド
永楽屋細辻伊兵衛商店・RAAK（手ぬぐい専門店）
- 本店
- 四条店
- 祇園店
- 京都駅八条口店
- 宇治平等院店
- 永楽屋 祇園花見小路

伊兵衛Ihee（帆布鞄専門店）
- 本店

京呉ふくほそ辻（呉服専門店）
- 本店

ほそつじいへえTEAHOUSEsupported by MLESNA（フレーバーティー専門店）
- 祇園店